# Congé parental dans les institutions européennes
Le congé parental est une mesure de politique familiale qui consiste en un congé institué dans de nombreux pays qu'un salarié peut prendre pour l'éducation de son ou de ses enfants. Ce congé qui peut varier de quelques mois à quelques années en général suspend le contrat de travail et n'est souvent pas rémunéré.

## Institutions européennes
Dans les institutions européennes, chaque travailleur a le droit de prendre un congé parental. Ces règles sont applicables au personnel statutaire et régit par l'art. 42bis du Statut.

### Congé parental
Tout fonctionnaire peut, pour chaque enfant, observer un congé parental d'une durée maximale de six mois (ou un an pour les parents isolés), à prendre par périodes d'un mois minimum:
- sans versement de la rémunération de base,
- à prendre dans les douze ans suivant la naissance ou l'adoption de l'enfant.

Le congé peut être pris sous la forme :
- d'une cessation totale d'activité ou
- d'une activité à mi-temps (la durée maximale est doublée).

Pendant son congé parental, le fonctionnaire :
- conserve son affiliation au régime de sécurité sociale ;
- continue à acquérir des droits à pension ;
- conserve le bénéfice de l'allocation pour enfant à charge ainsi que de l'allocation scolaire ;
- conserve son emploi ;
- conserve ses droits à l'avancement d'échelon ;
- conserve sa vocation à la promotion de grade ;
- a droit à une allocation de 798,77 euros[1] par mois[2]
- ne peut exercer d'activité rémunérée.

L'allocation est portée à ou 1065,02 euros par mois pour :
- les parents isolés ou
- pendant les trois premiers mois du congé parental pris par le père au cours du congé de maternité ou par l'un des deux parents immédiatement après le congé de maternité ou d'adoption.

### Congé familial
Il existe aussi un congé familial sans versement de la rémunération de base, accordé lorsque :
- le conjoint,
- un ascendant,
- un descendant,
- un frère ou une sœur

d'un fonctionnaire est atteint :
- d'une maladie grave ou
- d'un lourd handicap.

La durée totale de ce congé sur toute la carrière du fonctionnaire est limitée à neuf mois.